# Ровередо ди Гва
Ровередо ди Гва (итал. Roveredo di Guà) је насеље у Италији у округу Верона, региону Венето.
Према процени из 2011. у насељу је живело 737 становника. Насеље се налази на надморској висини од 15 м.

## Становништво
Према резултатима пописа становништва 2011. у општини је живело 1.541 становника.
| 1931. | 1936. | 1951. | 1961. | 1971. | 1981. | 1991. | 2001. | 2011. |
| ----- | ----- | ----- | ----- | ----- | ----- | ----- | ----- | ----- |
| 2.157 | 2.087 | 2.053 | 1.713 | 1.344 | 1.209 | 1.229 | 1.371 | 1.541 |